# Wath upon Dearne
Wath upon Dearne, noto anche come Wath-on-Dearne o semplicemente Wath, è un paese di 7.545 abitanti della contea del South Yorkshire, in Inghilterra.

## Amministrazione

### Gemellaggi
- Saint-Jean-de-Bournay, Francia